# Stevie Wonder

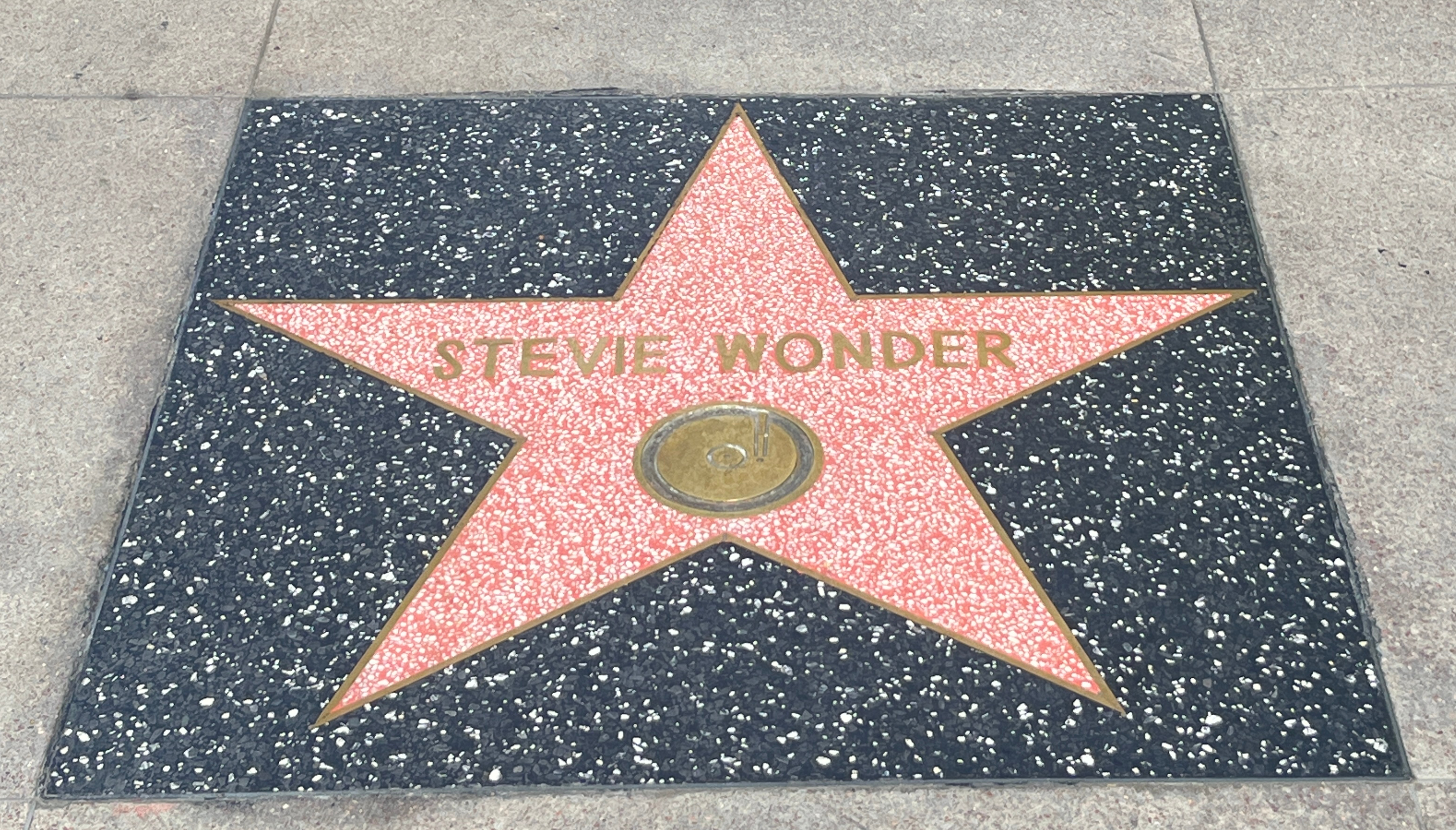
Gwiazda artysty w Alei Gwiazd w Los Angeles

Stevie Wonder, właśc. Stevland Hardaway Morris (ur. jako Stevland Hardaway Judkins 13 maja 1950 w Saginaw) – amerykański piosenkarz soulowy, kompozytor, producent i multiinstrumentalista. Jego eklektyczny styl zawiera elementy muzyki funk, soul, R&B, jazzu, bluesa, rock and rolla i progresywnego rocka.
Jego nagrania rozeszły się w liczbie ponad 100 mln płyt na całym świecie, co czyni go jednym z artystów z największą liczbą sprzedanych albumów w historii. Do jego najbardziej znanych piosenek należą m.in.: „Isn’t She Lovely”, „You Are the Sunshine of My Life”, „I Wish”, „Sir Duke”, „Pastime Paradise”, „Send One Your Love”, „Happy Birthday”, „For Your Love”, „Part-Time Lover”, „Do I Do”, „I Just Called to Say I Love You” czy „Superstition”.
Czwarty rekordowy zdobywca nagród Grammy w dziejach przemysłu fonograficznego – zdobył 22 statuetki tejże nagrody. W 1989 został wprowadzony do Rock and Roll Hall of Fame.

## Życiorys
Urodził się jako wcześniak. Nadmiar tlenu w inkubatorze doprowadził do utraty wzroku.
Współpracował z wieloma znanymi wykonawcami sceny muzycznej. Zdaniem krytyków do największych wspólnych przebojów należała piosenka Ebony and Ivory śpiewana wspólnie z Paulem McCartneyem. Współpracował także z Johnem Lennonem, Michaelem Jacksonem, Bobem Dylanem, Snoop Doggiem, Rayem Charlesem, Steviem Ray Vaughanem, Busta Rhymesem, Beyoncé, Herbie Hancockiem i innymi.
Krytycy muzyczni „okresem klasycznym” („Classic Period”) jego twórczości nazywają okres pomiędzy 1972 a 1976 rokiem, a wydane wówczas płyty są przez nich zaliczane do szczytowych osiągnięć artysty.
Przed wyborami do sejmu kontraktowego w Polsce w 1989 przebywający wówczas w Polsce Stevie Wonder udzielił wsparcia NSZZ „Solidarność”. Na specjalnym spotkaniu w jednej z warszawskich kawiarni zaśpiewał, m.in. razem z Janem Lityńskim i Jackiem Kuroniem, piosenkę „I Just Called To Say I Love You”.
7 lipca 2009 uczestniczył w ceremonii pogrzebowej Michaela Jacksona w Los Angeles. 28 stycznia 2012 pojawił się na pogrzebie piosenkarki Etty James, a 18 lutego tego samego roku wziął udział w ceremonii pogrzebowej Whitney Houston w Newark (New Jersey).
W 2015 razem z muzykiem zespołu LMFAO Redfootem nagrał utwór „Where The Sun Goes”, który pojawił się na albumie „Party Rock Mansion”.

## Dyskografia
- 1962 – The Jazz Soul of Little Stevie
- 1962 – Tribute to Uncle Ray
- 1963 – The 12 Year Old Genius (live)
- 1963 – With a Song in My Heart
- 1963 – Workout Stevie, Workout
- 1964 – Stevie at the Beach
- 1965 – Stevie Wonder
- 1966 – Uptight
- 1966 – Down to Earth
- 1967 – I Was Made to Love Her
- 1967 – Someday at Christmas
- 1968 – Eivets Rednow... Alfie
- 1968 – For Once in My Life
- 1969 – My Cherie Amour
- 1970 – Stevie Wonder Live
- 1970 – Signed, Sealed & Delivered
- 1970 – Live at the Talk of the Town
- 1971 – Where I’m Coming From
- 1972 – Music of My Mind
- 1972 – Talking Book
- 1973 – Innervisions
- 1974 – Fulfillingness’ First Finale
- 1976 – Songs in the Key of Life
- 1979 – Journey Through the Secret Life of Plants
- 1980 – Hotter than July
- 1984 – The Woman in Red
- 1985 – In Square Circle
- 1987 – Characters
- 1991 – Jungle Fever
- 1995 – Conversation Peace
- 1995 – Natural Wonder (live)
- 2005 – A Time To Love

## Nagrody
- 1973

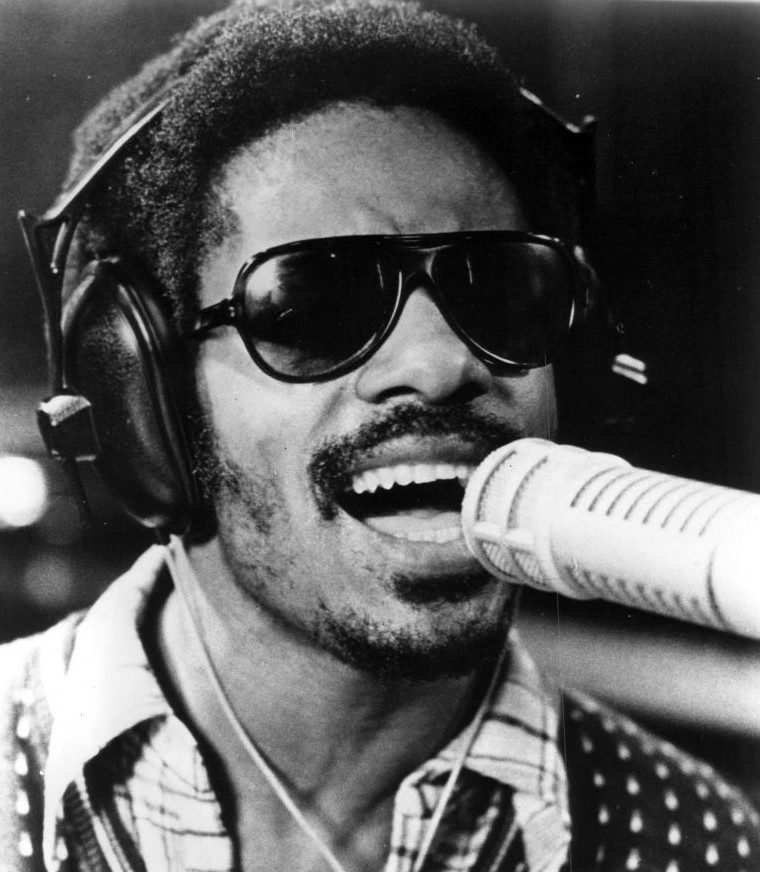
Stevie Wonder (1973)

  - Nagroda Grammy w kategorii Best Male R&B Vocal Performance i Nagroda Grammy w kategorii Best R&B Song za Superstition
  - Nagroda Grammy w kategorii Best Male Pop Vocal Performance za You Are The Sunshine Of My Life
  - Nagroda Grammy w kategorii Album of the Year za Innervisions
- 1974
  - Nagroda Grammy w kategorii Best R&B Song za Living For The City
  - Nagroda Grammy w kategorii Best Male R&B Vocal Performance za Boogie On Reggae Woman
  - Nagroda Grammy w kategorii Best Male Pop Vocal Performance za Fulfillingness’ First Finale
  - Nagroda Grammy w kategorii Album of the Year za Fulfillingness’ First Finale
- 1976
  - Nagroda Grammy w kategorii Best Male R&B Vocal Performance za I Wish
  - Nagroda Grammy w kategorii Best Male Pop Vocal Performance i Nagroda Grammy w kategorii Album of the Year za Songs In The Key Of Life
  - Nagroda Grammy w kategorii Producer of the Year
- 1985 – Nagroda Grammy w kategorii Best Male R&B Vocal Performance za In Square Circle
- 1986 – Nagroda Grammy w kategorii Best Pop Performance by a Duo or Group with Vocal za That’s What Friends Are For
- 1995 – Nagroda Grammy w kategorii Best R&B Song i Nagroda Grammy w kategorii Best Male R&B Vocal Performance za For Your Love
- 1998 – Nagroda Grammy w kategorii Best Instrumental Arrangement Accompanying Vocalist(s) i Nagroda Grammy w kategorii Best Male R&B Vocal Performance za St. Louis Blues
- 2002 – Nagroda Grammy w kategorii Best R&B Performance by a Duo or Group with Vocals za Love’s In Need Of Love Today
- 2005
  - Nagroda Grammy w kategorii Best R&B Performance by a Duo or Group with Vocals za So Amazing
  - Nagroda Grammy w kategorii Best Male Pop Vocal Performance za From The Bottom Of My Heart
- 2006 – Nagroda Grammy w kategorii Best Pop Collaboration with Vocals za For Once In My Life
- 2009 – Nagroda im. Gershwinów[12]
- 2021 – Nagroda Wolfa w dziedzinie sztuki[13]

## Odznaczenia
- Prezydencki Medal Wolności – 2014[14]
- Komandor Orderu Sztuki i Literatury – Francja, 2010[15]